# Nico Perrone
Nicola Carlo Perrone (Bari, Italia, 27 de abril de 1935) es un ensayista, historiador y periodista italiano. Es autor de una veintena de libros y de una cincuentena de ensayos más breves aparecidos en Italia, Dinamarca y los EE. UU. Publicó también un millar de artículos y editoriales sobre diarios y semanarios italianos y suizos.

## Biografía
Láurea summa cum laude en Historia de la Relaciones Internacionales, becas del University College Dublín (Irlanda) y de la Universidad de Sofía (Bulgaria). Al ENI fue asumido (en 1961) para estudiar las normas extranjeras del trabajo. Experto al gabinete del Ministro de la Reforma de la Administración Pública (1962-63). Sucesivamente trabajó en una casa editora.
Profesor de Historia Contemporánea y Americana (desde el 1977), director del Instituto de Historia Moderna y Contemporánea (1988-1990, 1991-2004) y del módulo Europeo en Historia económica y social de la Integración Europea (desde el 1994): Universidad de Bari.
Host professor en Dinamarca (Universidades de Roskilde desde 1991 y de Copenhague 2003, Business School de Copenhague 1992, 1993), en Suiza (Lugano 1998, 2000) y en los Estados Unidos (Foreign Policy Research Institute, 1983); host professor en la Universidad de Padua (1981, 1999).
Ciudadano honorario del Estado federal de Nebraska, EE. UU. (1986).
Cofundador, vicepresidente (1995-1996), consejero de administración (1991-1998) del European Education Programme on Society-Science & Technology, Louvain-la-Neuve, Bélgica (master Society, Science & Technology in Europe). Consejero del Federico Caffè Center (desde el 1995), Universidad de Roskilde. Workshop European Research towards the XXIst Century, Institute for Prospective Technological Studies, Sevilla, España (1996).
Colaborador de periódicos y de Westdeutscher Rundfunk (2001), Colonia, Alemania.
Codirector de Storia in rete (desde 2005), revista mensual. Director de America (1980-1984, Bari, Ed. Dedalo), una colección de libros sobre los EE. UU.

## Libros
- (it) Due secoli di capitalismo USA [Dos siglos de capitalismo norteamericano], coautor y tratador, Bari, Dedalo Libri, 1980, CL 22-3737-7

- (it) Mattei il nemico italiano. Politica e morte del presidente dell'ENI attraverso i documenti segreti, Milán, Leonardo (Mondadori), 1989, ISBN 88-355-00603-8

- (it) Il dissesto programmato. Le partecipazioni statali, Bari, Dedalo Libri, 1991, ISBN 88-220-6115-2

- (en) (da) European and American Patterns in a Conflictive Development, Roskilde, RUC, 1992, ISBN 87-7349-217-5

- (da) (it) Fjernt fra Maastricht [Lejos de Maastricht], Roskilde, RUC, 1992, ISBN 87-7349-218-3

- (it) La morte necessaria di Enrico Mattei, Roma, Stampa Alternativa, 1993, ISBN 88-7226-141-4

- (en) The Strategic Stakes in Mattei's Flight, in EIR, Vol. 20, n.º 23, Washington D. C., 11 de junio de 1993, ISSN 0273-6314

- (it) De Gasperi e l'America, Palermo, Sellerio, 1995, ISBN 88-389-1110-X

- (it) Obiettivo Mattei. Petrolio, Stati Uniti e politica dell'ENI, Roma, Gamberetti, 1995, ISBN 88-7990-010-2

- (it) La parentesi di Oriani fra Croce e il fascismo, in Alfredo Oriani e la cultura del suo tempo, Ravenna, Longo, 1985, ISBN

- (en) Maastricht from Scandinavia, escritos en honor de Bruno Amoroso en su 60 cumpleaños, Roskilde, RUC, 1996, ISBN

- (it) Alcide De Gasperi. L'Italia atlantica, Roma, manifestolibri, 1996, ISBN 88-7285-1002-5

- (it) James Monroe. Il manifesto dell'imperialismo americano, Roma, manifestolibri, 1996, ISBN 88-7285-110-6

- (it) John F. Kennedy. La nuova frontiera, Roma, manifestolibri, 1997, ISBN 88-7285-120-3

- (it) Giallo Mattei. I discorsi del fondatore dell'ENI, Roma, Stampa Alternativa - Nuovi Equilibri, 1999, ISBN 88-220-6253-1

- (en) The Mediterranean and the American Patronage, por los 70 cumpleaños de Noam Chomsky,  Boston, The MIT Press, 1998, on line

- (it) Il nazionalismo imperiale degli Stati Uniti, in Ditelo a Sparta, Génova, Graphos, 1999, ISBN

- (it) Il truglio. Infami, delatori e pentiti nel Regno di Napoli, Palermo, Sellerio, 2000, ISBN 88-389-1623-3

- (it) Enrico Mattei, Bolonia, Il Mulino, 2001, ISBN 88-15-07913-0

- (it) Il segno della DC. L’Italia dalla sconfitta al G-7, Bari, Dedalo Libri, 2002, ISBN 88-220-6253-1

- (it) Economía pubblica rimossa, Milán, Giuffrè, 2002, ISBN 88-14-10088-8

- (en) The International Economy from a Political to an Authoritative Drive, Roskilde, Roskilde University Press, 2003, ISBN 87-7867-272-4

- (it) Perché uccisero Enrico Mattei, Roma, l’Unità Libri, 2006, ISSN 773417 002658

- (it) La Loggia della Philantropia. Un religioso danese a Napoli prima della rivoluzione, Palermo, Sellerio, 2006, ISBN 88-389-2141-5

- (it) L’inventore del trasformismo. Liborio Romano, strumento di Cavour per la conquista di Napoli, Soveria Mannelli, Rubbettino, 2009, ISBN 978-88-498-2496-4

- (it) Progetto di un impero. 1823. L'annuncio dell'egemonia americana infiamma la borsa (Proyecto de un imperio. 1823. El anuncio de la hegemonía estadounitense inflama la bolsa), Nápoles, La Città del Sole, 2013 ISBN 978-88-8292-310-5

## Radiotransmisiones
- (it) Prima pagina, una semana de comentarios (RAI, Radio 3, 5-11 de enero de 1986)
- (it) Enrico Mattei, cuatro semanas de connversación (RAI, Radio 2, 24 de abril - 19 de mayo de 2006)